# 株洲市
株洲市（しゅしゅう/ヂューヂョウ-し、拼音: Zhūzhōu）は、中華人民共和国湖南省に位置する地級市。
湖南省の東部にある工業都市で、中国南部の鉄道網の中枢でもある。長沙市・湘潭市とともに、中国の製造業の中心の一つである「長株潭都市群」を構成する。
中華民国政府はかつて株洲に機関車工場（現在の株洲電力機車）などを建設し、鉱工業を育て「東方のルール地方」へとしようとした。毛沢東の時期には、核戦争などに備え内陸部に軍需産業や重工業を集中させる「三線軍工城市」建設が進む中で、株洲にも大型の工場が多数集積した。
改革開放後は国有企業・軍需企業が後退し民営企業が盛んになったが、重工業はなお相当な生産力を保持している。代表的なものには電気機関車、航空用エンジン、超硬合金、石油化学製品などがあり、いずれも国内市場でも相当の競争力をもつ。このほか、鉄道網の便利さから、市内の蘆淞区では雑貨市場と服装・靴・帽子などの市場が建ち、中国の中南部でも屈指の規模を誇る。

## 地理
湖南省の東部に位置し、湘江の中流に沿う。長沙市、湘潭市、衡陽市、郴州市、江西省に接する。

## 歴史
株洲は炎帝神農氏が埋葬された場所とされ、市内には宋代に建設された炎帝陵が現在も残っている。
行政区画として株洲が史書に登場するのは214年（建安19年）に後漢末の孫権により設置された建寧県が初見である。589年（開皇9年）、隋代により建寧県は廃止され、湘潭県に編入された。
1934年（民国23年）、中華民国により株洲鎮が置かれ、湘潭県に属した。中華人民共和国成立の後の重工業集積と経済発展に伴い人口が増大、1951年5月には県級市に昇格し、更に1956年には地級市に昇格し現在に至っている。

## 行政区画
5市轄区・1県級市・3県を管轄下に置く。
- 市轄区：
  - 天元区・荷塘区・蘆淞区・石峰区・淥口区
- 県級市：
  - 醴陵市
- 県：
  - 攸県・茶陵県・炎陵県

| 株洲市の地図                                                           |
| ---------------------------------------------------------------------- |
| 1 2 蘆淞区 天元区 淥口区 攸県 茶陵県 炎陵県 醴陵市 1. 荷塘区 2. 石峰区 |

### 年表
この節の出典
- 1956年11月30日 - 湖南省湘潭専区株洲市が地級市の株洲市に昇格。(1市)
- 1965年4月30日 - 一部が分立し、株洲県が発足。(1市1県)
- 1966年1月18日 - 郊区を設置。(1区1県)
- 1970年7月8日 - 郊区の一部が分立し、東区・南区・北区が発足。(4区1県)
- 1983年2月8日 - 湘潭地区攸県・茶陵県・酃県・醴陵県、郴州地区安仁県を編入。(4区6県)
- 1983年7月13日 - 安仁県が郴州地区に編入。(4区5県)
- 1985年5月24日 - 醴陵県が市制施行し、醴陵市となる。(4区1市4県)
- 1994年4月5日 - 酃県が炎陵県に改称。(4区1市4県)
- 1997年5月31日 (4区1市4県)
  - 東区・郊区の各一部が合併し、荷塘区が発足。
  - 南区および北区・郊区の各一部が合併し、蘆淞区が発足。
  - 北区の残部・東区の残部・郊区の一部が合併し、石峰区が発足。
  - 郊区の残部・株洲県の一部が合併し、天元区が発足。
- 2010年 - 株洲県の一部が蘆淞区に編入。(4区1市4県)
- 2011年2月 - 株洲県の一部が天元区に編入。(4区1市4県)
- 2018年6月19日 - 株洲県が区制施行し、淥口区となる。(5区1市3県)

## 交通

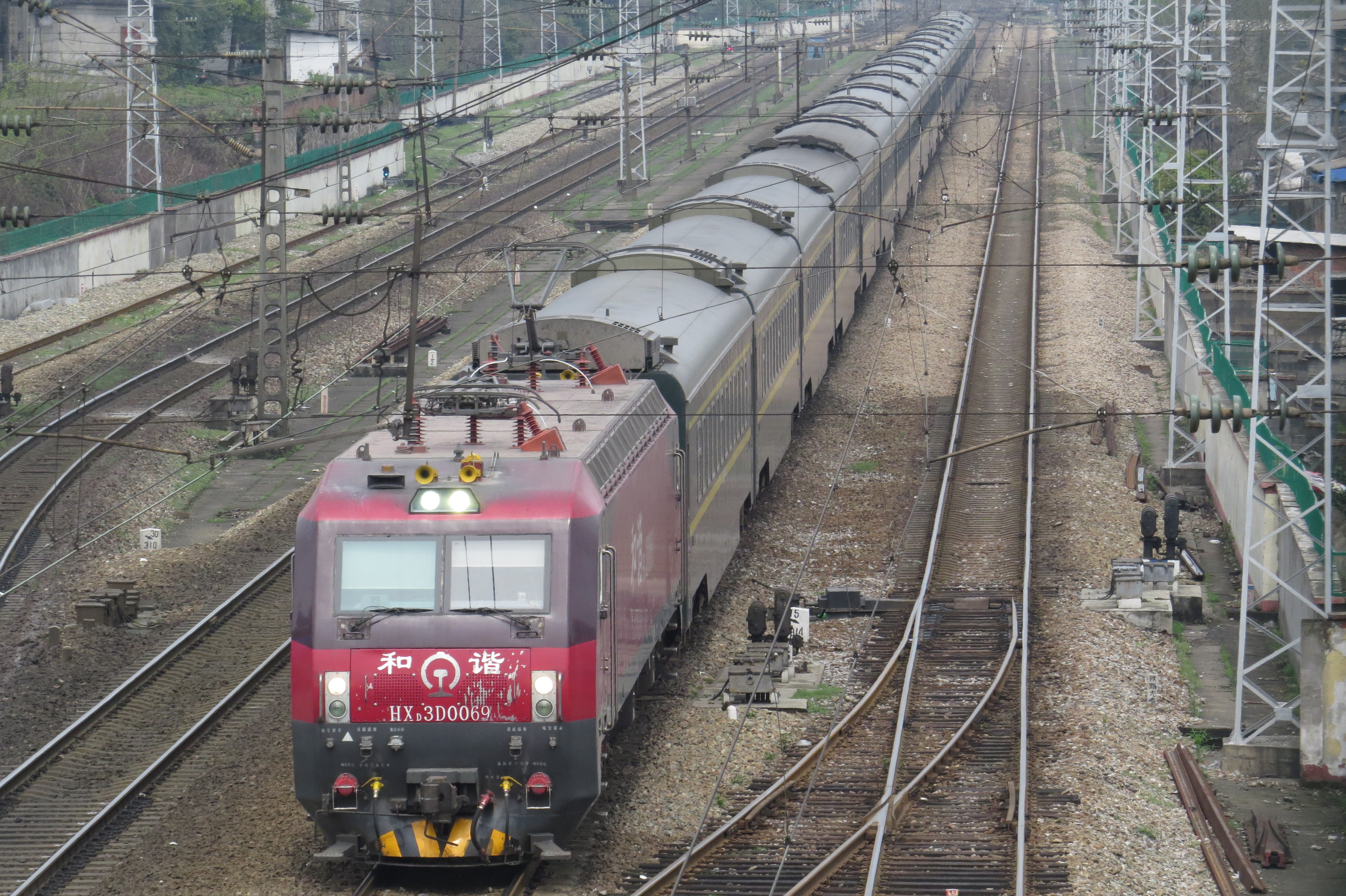
田心駅付近を走行中の列車

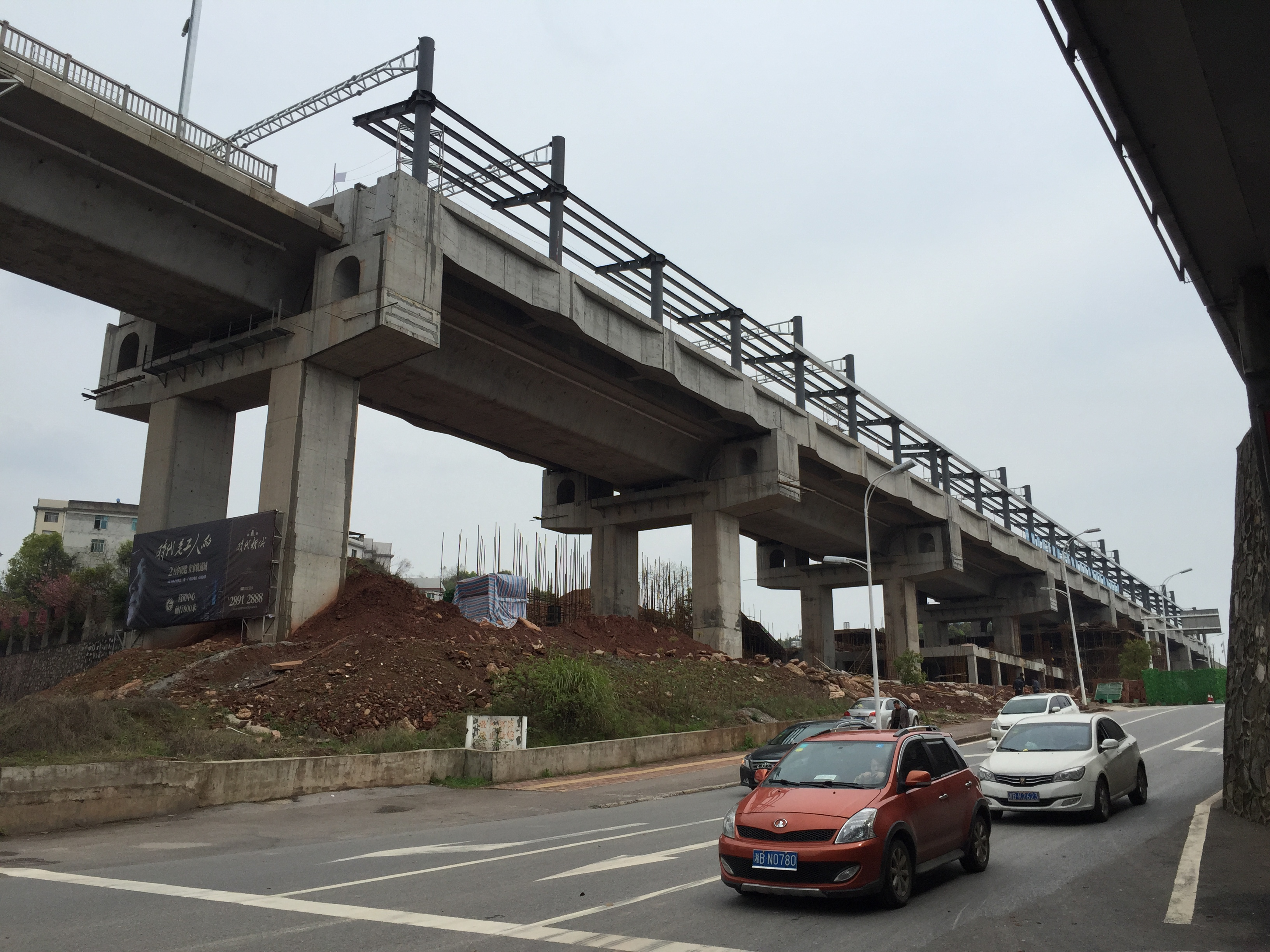
長株潭都市間鉄道 田心東駅

株洲駅は中国の鉄道網の重要なハブであり、北京・広州間の京広線に上海・昆明間の滬昆線が交わっている。北の鄭州市とは「南株北鄭」と並び称される。
- 鉄道
  - 京広線
  - 滬昆線
    - 元浙贛線（浙江省杭州市 - 株洲市）
    - 元湘黔線

  - 武広旅客専用線
  - 長株潭都市間鉄道（中国語版）
- 道路
  - 106国道
  - 320国道
  - 京珠高速公路
  - 上瑞高速公路

## 教育
- 湖南工業大学